# 로리콘 (서프랑크의 왕자)
로리콘(Roricon, 904년 - 976년) 또는 로리코(Rorico)는 카롤링거 왕조 출신 서프랑크의 왕자이자 귀족이다. 단순왕 샤를 3세 생쁠의 서자로, 루이 4세 투르트메르의 이복 동생이다. 그는 일찍이 가톨릭 성직자가 되었다.

## 생애
샤를 3세의 서자로 어머니는 로틸드로 추정된다. 로리콘은 일찍이 가톨릭 사제가 되었으며, 이후의 행보는 잘 알려지지 않았다. 그는 배다른 형제인 루이 4세나 조카 로테르보다도 오래 살아 조카손자뻘 되는 루이 5세의 즉위를 봤다.